# Steve Zahn
Steven James «Steve» Zahn (født 13. november 1967 i Marshall i Minnesota i USA) er en amerikansk komiker og skuespiller fra både film og på teaterscenen. Han var medvirkende i den animerede animationsfilm Lille kylling fra 2005.
Efter at have gået et år på Gustavus Adolphus College kom han ind på American Repertory Theater i Cambridge i Massachusetts, hvor han gik i to år. Han bosatte sig i New York hvor han arbejdede med utallige teaterproduktioner. Han slog igennem i stykket Sophistry, hvor Ben Stiller så han og tilbød ham en rolle i filmen Reality Bites fra 1994.
Zahn er en tæt ven af skuespillerkollegaen Tom Everett Scott som han spillede sammen med i filmen That Thing You Do og han var Scotts forlover til hans brylluppet.